# Thérèse Clerc
Thérèse Clerc (9 de dezembro de 1927 em Paris — 16 de fevereiro de 2016, Montreuil), foi uma activista feminista francesa.
Thérèse Clerc realizou abortos clandestinos de graça em um apartamento em Montreuil_(Seine-Saint-Denis), onde vivia com os seus 4 filhos.. Thérèse Clerc fazia os abortos recorrendo a um aspirador improvisado, sendo que algumas das mulheres foram parar ao hospital devido a complicações após o parto.. 
Galardoada com a Legião de Honra em 2008 (em grau de "Cavaleiro"). Mãe de 4 filhos. Faleceu o 16 de fevereiro de 2016 aos 88 anos.